# Torre Regam II
Torres Regam es un complejo de edificios en la ciudad de Córdoba, Argentina, cuya construcción comenzó en 2009.
Consiste en Tres torres, residenciales.
Están emplazada sobre Av. Ramón Bautista Mestre 1.160 (Av. Costanera), entre los puentes Santa Fe y Avellaneda. Posee 195 departamentos, más las cocheras.
La torre uno ya ha alcanzado su altura final, mientras las 2 restantes están en plena construcción.
A su finalización se convertirán en uno de los edificios más altos de Córdoba

## Historia
Ubicadas en la intersección de las avenidas Costanera y Avellaneda. Inicialmente se planteó la construcción de tres torres con una altura de 90 metros cada una, aunque en ese momento se disponía de información limitada al respecto. Incluso, dichas torres pueden apreciarse en la maqueta presentada por el Municipio en el marco de la presentación del Plan Director, durante el desarrollo del proyecto urbanístico del Portal del Abasto.
- Datos: Q9088843